# De notenkraker (Jommeke)
De notenkraker is het 283e stripverhaal van Jommeke. De reeks wordt getekend door Studio Jef Nys. Het album verscheen op 12 oktober 2016.

## Personages
- Jommeke, Filiberke, Flip, De Miekes, Pekkie, Choco, Marie, Teofiel, Kwak en Boemel.

## Verhaal
Jommeke en zijn vrienden ontmoeten de Italianen Octavio en Olivia Solemio. Octavio is een operazanger met ambitie die héél vals zingt.
Er wordt aan professor Gobelijn gedacht om 'de notenkraker' zijn zangprobleem op te lossen. De professor is helaas niet thuis. Annemieke komt met het idee om hem naar de zangschool van de broeders Fasolisten te sturen. De aanvankelijke leermiddelen brengen echter geen gewenst resultaat, want bij Octavio blijkt niets te helpen om toonvast te worden. Als laatste redmiddel wordt besloten om de geheime stemvork te gebruiken. Het werkt, maar jammer genoeg zonder blijvend effect.
Een maand later komt broeder Fado in paniek bij Jommeke aan. De gouden stemvork en zeven gouden klokjes zijn verdwenen. Alles wijst meteen in de richting van Olivia en Ocatvio.
Een hele tijd later verschijnt Octavio op de televisie. Hij treedt op in zangtempel Roma te Rome. Jommeke, Flip, Filiberke en broeder Fado vertrekken met de vliegende bol meteen richting Rome. Octavio weten ze meteen te vinden. Broeder Fado informeert meteen naar de stemvork en klokjes. Octavio, en ook Olivia, beweren er helemaal niets van te weten. De volgende nacht kan broeder Fado niet slapen en gaat een eindje wandelen. Hij ontdekt een spoor van de gouden klokjes. Jammer genoeg is ook Olivia in de buurt en wordt broeder Fado gevangen gezet.
De volgende dag wordt gezocht naar de broeder, echter zonder resultaat. Jommeke zweert te blijven zoeken tot de broeder is teruggevonden. Olivia smelt intussen de klokjes om tot een gouden halssnoer. Octavio krijgt van zijn zus een behandeling met de stemvorkhelm terwijl hij een hypnoseslaap heeft.
Jommeke en Filiberke keren wat later in gezelschap met broeder Remi terug naar Rome. Snel wordt duidelijk dat het gouden halssnoer van Olivia iets met de diefstal te maken heeft. Octavio belooft om mee te zoeken naar de vermiste broeder Fado. Een eerste zoktocht levert enkel een piano met gouden toetsen op. De toetsen worden vervangen door gewone, maar met goudverf beschilderde exemplaren. In de auto van Olivia weet Filiberke de stemvorkhelm terug te vinden. Olivia slaat op de vlucht. Na een achtervolging met quads botst Olivia met een boomtak. Door de val die ze maakt is ze haar zinnen kwijt. Na nog wat zoekwerk wordt ook broeder Fado gevonden.
De Fasolisten nemen tot slot Octavio als zingende tuinman in dienst en zijn berouwvolle zus als keukenhulp.

## Achtergronden bij het verhaal
- In dit verhaal is Filiberke zowat doorheen het hele verhaal de tekst " Ik zag twee beren broodjes smeren" aan het zingen.